# Dicranota crassicauda
Dicranota crassicauda är en tvåvingeart som beskrevs av Bo Tjeder 1972. Dicranota crassicauda ingår i släktet Dicranota och familjen hårögonharkrankar. Arten är reproducerande i Sverige. Inga underarter finns listade i Catalogue of Life.